# 아미르 칸
아미르 칸(Aamir Khan, 1965년 3월 14일 ~ )은 인도의 배우 및 영화 감독이다. 그는 파키스탄의 펀잡계 인도의 무슬림이다.

## 출연 작품

### 영화
- 카야맛 세 카야맛 탁
- 어스 (1998년 영화)
- 라가안
- 딜 차타 해
- 랑 데 바산티
- 파나 (2006년 영화)
- 지상의 별처럼
- 가지니
- 세 얼간이
- 더 그레이트 서커스
- 피케이: 별에서 온 얼간이
- 당갈
- 시크릿 슈퍼스타

### 텔레비전
- 사뜨야메브 자야떼